# Schizotricha falcata
Schizotricha falcata is een hydroïdpoliep uit de familie Halopterididae. De poliep komt uit het geslacht Schizotricha. Schizotricha falcata werd in 1998 voor het eerst wetenschappelijk beschreven door Peña Cantero. 